# Дом Блажкова
Дом Блажкова — памятник истории и архитектуры в Херсоне начала XX века. Расположен на Лютеранской улице, 18.

## История
Здание было построено в 1909 году по проекту одесского архитектора Пауля Клейна для городского головы Херсона и члена Государственной думы Российской империи Николая Блажкова. Внешний облик дома сочетает в себе неоготический и мавританский стили. Неотделимыми элементами декора являются многочисленные ажурные детали, которые украшают здание.
Дом расположен в историческом центре города. С башни открывался панорамный вид на Днепр и многочисленные пароходные пристани. Парадный вход выходил на Александровский парк (сейчас Шевченковский парк).
В 1911 году в башне произошёл взрыв, в результате которого были выбиты окна. Само здание не пострадало, а владелец дома Блажков заверил следователей и пожарных, что происшествие было связано с самовольным взрывом охотничьих патронов, хранившихся в сейфе. На этом следствие закончилось, породив несколько городских легенд.
После революции 1917 года Блажков был арестован Херсонской ЧК. Здание национализировано. В советское время в нём располагались различные городские организации.
С 1952 года в помещении дома Блажкова находится детская музыкальная школа №1.